# 7801 Goretti
7801 Goretti è un asteroide della fascia principale. Scoperto nel 1996, presenta un'orbita caratterizzata da un semiasse maggiore pari a 2,6457227 UA e da un'eccentricità di 0,2518355, inclinata di 1,15056° rispetto all'eclittica.
L'asteroide è dedicato all'astronomo italiano Vittorio Goretti.